# Henri Lehmann

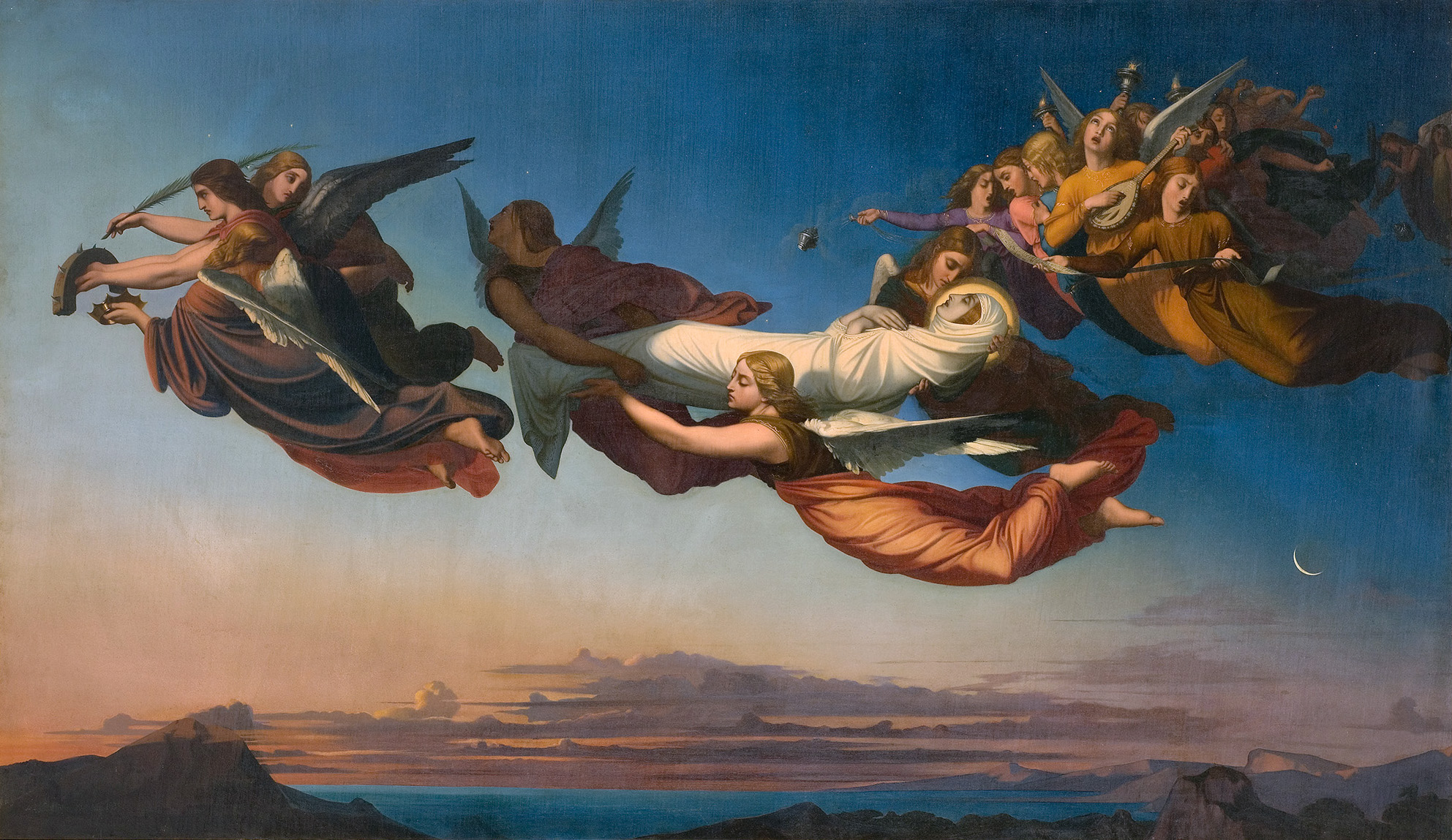
Katarina av Alexandria av Lehmann, 1839.

Charles Ernest Rodolph Henri Lehmann (även Karl Ernst Rudolph Heinrich Lehmann), född 14 april 1814 i Kiel, död 31 mars 1882 i Paris, var en tysk-fransk målare. Han var bror till Rudolf Lehmann.
Lehmann uppfostrades först hos sin far, målaren Leo Lehmann, i Kiel och Hamburg, blev sedan elev hos Jean-Auguste-Dominique Ingres i Paris och stannade i Frankrike, där han genom sin formsäkerhet och kunnighet blev en populär historiemålare. Han genombrott blev Tobias och ängeln, 1835. Som hans bästa arbeten betecknas hans 1871 förstörda bilder i Hôtel de ville i Paris. I Versailles finna andra bilder av Lehmann, vilken även som porträttmålare var mycket eftersökt.